# Peridrome
Peridrome là một chi bướm đêm thuộc họ Erebidae.

## Các loài
- Peridrome orbicularis Walker, 1854

Peridrome subfascia Walker, 1854 is now được gọi là Anagnia subfascia.